# Torre di Smailholm
La torre di Smailholm è una peel tower situata a Smailholm in Scozia. Posta sulla cima di una collina, la torre è visibile a miglia di distanza.

## Storia
Nel passato, essa appartenne diverse famiglie. Le prime fonti risalgono al 1408, quando era di proprietà della famiglia Pringle. Nel 1513, David Pringle ed i suoi quattro figli perirono nella battaglia di Flodden Field e la torre fu ripetutamente attaccata dagli eserciti inglesi. Nel 1645 fu gestita dalla famiglia Scott of Harden, che nel 1700 si trasferì nel villaggio di Sandyknowe, lasciando la torre abbandonata. Diventò così di proprietà dello stato e nel 1980 fu parzialmente ristrutturata. Ora è sotto la cura dell'Historic Scotland.